# بيتي فورنس
بيتي فورنس (بالإنجليزية: Betty Furness)‏ هي صحفية وممثلة أمريكية، ولدت في 3 يناير 1916 في نيويورك في الولايات المتحدة، وتوفي بنفس المكان في 2 أبريل 1994. من الجوائز التي نالتها جائزة بيبودي ‏.

## جوائز
- جائزة بيبودي [الإنجليزية]‏

## وصلات خارجية
- بيتي فورنس على موقع IMDb (الإنجليزية)
- بيتي فورنس على موقع قاعدة بيانات برودواي على الإنترنت (الإنجليزية)
- بيتي فورنس على موقع قاعدة بيانات الفيلم (الإنجليزية)